# Ali Nadhim
Ali Nadhim Salman Salman (arab.علي ناظم سلمان سلمان; ur. 15 grudnia 1981) – iracki zapaśnik walczący w stylu klasycznym. Olimpijczyk z Londynu 2012, gdzie zajął piętnaste miejsce w kategorii 120 kg.
Dwudziesty na mistrzostwach świata w 2003. Brązowy medalista igrzysk azjatyckich w 2010, piąty w 2006.
Trzeci na mistrzostwach Azji w 2009 i 2011.
Siódmy na igrzyskach panarabskich w 2011. Mistrz arabski w 2010 roku.